# Dunkin' Donuts
Dunkin' Donuts, der driver virksomhed under navnet Dunkin', er en amerikansk multinational fastfoodrestaurant-kæde, der serverer kaffe og donuts. Kæden blev grundlagt af Bill Rosenberg i Quincy, Massachusetts i 1950.
Kæden blev i 1990 købt af Allied Lyons, der lagde den sammen med Baskin-Robbins samme år og derved vækstede kæden i Nordamerika. Kæden blev i 2020 købt af Inspire Brands. Kæden drev tidligere virksomhed under navnet Dunkin' Donuts, men ændrede fra 2019 i Nordamerika navn til Dunkin' med planer om tilsvarende navneskift internationalt.
Kæden havde i 2019 omkring 12.900 salgssteder fordelt i 42 lande.